# Machaerirhynchus
Machaerirhynchus is een geslacht van zangvogels uit de familie Machaerirhynchidae. Eerder werd dit geslacht ingedeeld onder de familie Monarchidae (de monarch vliegenvangers). De twee soorten wordt bootsnavelmonarchen of bootsnavels genoemd (in het Engels "boatbills"). Deze soorten komen voor in Nieuw-Guinea en het noorden van Australië.

## Soorten
Het geslacht kent de volgende twee soorten:
- Machaerirhynchus flaviventer – Geelborstbootsnavel
- Machaerirhynchus nigripectus – Zwartborstbootsnavel